# Lista de prêmios e indicações recebidos por BTS
Esta é uma lista de prêmios e indicações que o grupo masculino de kpop BTS recebeu, estreante em junho de 2013 sob o comando da empresa Big Hit Entertainment. Em 5 de maio de 2015, conquistou a sua primeira vitória no programa musical sul-coreano The Show com seu terceiro EP, The Most Beautiful Moment in Life, Part 1.

## Coreano

### Asia Artist Awards
| Edição | Ano  | Destinatário | Prêmio                                                       | Resultado | Ref.  |
| ------ | ---- | ------------ | ------------------------------------------------------------ | --------- | ----- |
| 1º     | 2016 | BTS          | Prêmio de Popularidade                                       | Indicado  | [ 1 ] |
| 1º     | 2016 | BTS          | Prêmio de Melhor Ícone                                       | Venceu    | [ 1 ] |
| 1º     | 2016 | BTS          | Prêmio de Artista do Ano                                     | Venceu    | [ 1 ] |
| 2º     | 2017 | BTS          | Prêmio de Popularidade                                       | Indicado  | [ 2 ] |
| 3º     | 2018 | BTS          | Prêmio de Popularidade                                       | Venceu    | [ 3 ] |
| 3º     | 2018 | BTS          | Prêmio de Apreciação do Turismo Coreano                      | Venceu    | [ 3 ] |
| 3º     | 2018 | BTS          | Prêmio "Fabulous"                                            | Venceu    | [ 3 ] |
| 3º     | 2018 | BTS          | Prêmio Artistas do Ano                                       | Venceu    | [ 3 ] |
| 3º     | 2018 | BTS          | Grande Prêmio Artista do Ano (Daesang)                       | Venceu    | [ 3 ] |
| 4º     | 2019 | BTS          | Prêmio de Popularidade                                       | Indicado  | [ 4 ] |
| 4º     | 2019 | BTS          | Prêmio de Popularidade AAA X Dongnam Media & FPT Polytechnic | Venceu    | [ 4 ] |

### Gaon Chart Music Awards
| Edição | Ano  | Destinatário                                     | Prêmio                                     | Resultado | Ref.         |
| ------ | ---- | ------------------------------------------------ | ------------------------------------------ | --------- | ------------ |
| 3º     | 2014 | BTS                                              | Novo Artista do Ano (Masculino)            | Venceu    | [ 5 ]        |
| 4º     | 2015 | BTS                                              | Novo Artista Mundial do Ano (World Rookie) | Venceu    | [ 6 ]        |
| 5º     | 2016 | BTS                                              | Prêmio K-Pop World Hallyu Star             | Venceu    | [ 7 ] [ 8 ]  |
| 5º     | 2016 | The Most Beautiful Moment in Life, Part 1        | Álbum do Ano – 2º trimestre                | Indicado  | [ 7 ] [ 8 ]  |
| 5º     | 2016 | The Most Beautiful Moment in Life, Part 2        | Álbum do Ano – 4º trimestre                | Indicado  | [ 7 ] [ 8 ]  |
| 6º     | 2017 | The Most Beautiful Moment in Life: Young Forever | Álbum do Ano – 2º trimestre                | Indicado  | [ 9 ] [ 10 ] |
| 6º     | 2017 | "Blood Sweat & Tears"                            | Música do Ano – Outubro                    | Indicado  | [ 9 ] [ 10 ] |
| 6º     | 2017 | Wings                                            | Álbum do Ano – 4º trimestre                | Venceu    | [ 9 ] [ 10 ] |
| 6º     | 2017 | BTS                                              | Prêmio de Popularidade V Live Global       | Venceu    | [ 9 ] [ 10 ] |
| 7º     | 2018 | You Never Walk Alone                             | Álbum do Ano – 1º trimestre                | Venceu    | [ 11 ]       |
| 7º     | 2018 | Love Yourself: Her                               | Álbum do Ano – 3º trimestre                | Venceu    | [ 11 ]       |
| 7º     | 2018 | "Spring Day"                                     | Música do Ano – Fevereiro                  | Indicado  | [ 11 ]       |
| 7º     | 2018 | "DNA"                                            | Música do Ano – Setembro                   | Indicado  | [ 11 ]       |
| 8º     | 2019 | Love Yourself: Tear                              | Álbum do Ano – 2º Trimestre                | Venceu    | [ 12 ]       |
| 8º     | 2019 | Love Yourself: Answer                            | Álbum do Ano – 3º Trimestre                | Venceu    | [ 12 ]       |
| 8º     | 2019 | "Fake Love"                                      | Música do Ano – Maio                       | Indicado  | [ 12 ]       |
| 8º     | 2019 | "The Truth Untold"                               | Música do Ano – Maio                       | Indicado  | [ 12 ]       |
| 8º     | 2019 | "Idol"                                           | Música do Ano – Agosto                     | Indicado  | [ 12 ]       |
| 8º     | 2019 | BTS                                              | Prêmio de Contribuição ao K-pop            | Venceu    | [ 12 ]       |
| 9º     | 2020 | Map of the Soul: Persona                         | Álbum do Ano – 2º Trimestre                | Venceu    | [ 13 ]       |
| 9º     | 2020 | Map of the Soul: Persona                         | Álbum de Varejo do Ano                     | Venceu    | [ 13 ]       |
| 9º     | 2020 | "Boy with Luv"                                   | Música do Ano – Abril                      | Indicado  | [ 13 ]       |
| 9º     | 2020 | BTS                                              | Estrela Social do Ano (Social Hot Star)    | Venceu    | [ 13 ]       |

### Golden Disc Awards
| Edição | Ano  | Destinatário                              | Prêmio                                       | Resultado | Ref.   |
| ------ | ---- | ----------------------------------------- | -------------------------------------------- | --------- | ------ |
| 28º    | 2014 | BTS                                       | Novo Artista do Ano (Rookie Awards)          | Venceu    | [ 14 ] |
| 29º    | 2015 | Dark & Wild                               | Top 10 Álbuns (Disc Bonsang)                 | Venceu    | [ 15 ] |
| 30º    | 2016 | The Most Beautiful Moment in Life, Part 1 | Top 10 Álbuns (Disc Bonsang)                 | Venceu    | [ 16 ] |
| 30º    | 2016 | BTS                                       | Prêmio de Popularidade Global                | Indicado  | [ 16 ] |
| 31º    | 2017 | Wings                                     | Top 10 Álbuns (Disc Bonsang)                 | Venceu    | [ 17 ] |
| 31º    | 2017 | BTS                                       | Prêmio de Popularidade da Ásia               | Indicado  | [ 17 ] |
| 31º    | 2017 | BTS                                       | Prêmio Artista Global de K-Pop               | Venceu    | [ 17 ] |
| 32º    | 2018 | Love Yourself: Her                        | Top 10 Álbuns (Disc Bonsang)                 | Venceu    | [ 18 ] |
| 32º    | 2018 | Love Yourself: Her                        | Álbum do Ano (Disc Daesang)                  | Venceu    | [ 18 ] |
| 32º    | 2018 | "Spring Day"                              | Top 10 Músicas (Digital Bonsang)             | Venceu    | [ 18 ] |
| 32º    | 2018 | "Spring Day"                              | Música do Ano (Digital Daesang)              | Indicado  | [ 18 ] |
| 32º    | 2018 | BTS                                       | Prêmio de Popularidade Global                | Indicado  | [ 18 ] |
| 33º    | 2019 | Love Yourself: Answer                     | Top 10 Álbuns (Disc Bonsang)                 | Venceu    | [ 19 ] |
| 33º    | 2019 | Love Yourself: Answer                     | Álbum do Ano (Disc Daesang)                  | Venceu    | [ 19 ] |
| 33º    | 2019 | "Fake Love"                               | Top 10 Músicas (Digital Bonsang)             | Venceu    | [ 19 ] |
| 33º    | 2019 | BTS                                       | Prêmio de Popularidade                       | Venceu    | [ 19 ] |
| 33º    | 2019 | BTS                                       | Prêmio Estrela Mais Popular de K-Pop NetEase | Venceu    | [ 19 ] |
| 33º    | 2019 | BTS                                       | Prêmio Melhor Artista Global V Live          | Venceu    | [ 19 ] |
| 34º    | 2020 | "Boy with Luv"                            | Top 10 Músicas (Digital Bonsang)             | Venceu    | [ 20 ] |
| 34º    | 2020 | "Boy with Luv"                            | Música do Ano (Digital Daesang)              | Venceu    | [ 20 ] |
| 34º    | 2020 | Map of the Soul: Persona                  | Top 10 Álbuns (Disc Bonsang)                 | Venceu    | [ 20 ] |
| 34º    | 2020 | Map of the Soul: Persona                  | Álbum do Ano (Disc Daesang)                  | Venceu    | [ 20 ] |
| 34º    | 2020 | BTS                                       | Prêmio de Popularidade                       | Venceu    | [ 20 ] |
| 34º    | 2020 | BTS                                       | Prêmio Music Fans' Choice K-pop Star         | Venceu    | [ 20 ] |

### Korean Broadcasting Awards
| Edição | Ano  | Destinatário | Prêmio       | Resultado | Ref.   |
| ------ | ---- | ------------ | ------------ | --------- | ------ |
| 44º    | 2017 | BTS          | Artist Award | Venceu    | [ 21 ] |
| 45º    | 2018 | BTS          | Artist Award | Venceu    | [ 22 ] |

### Korean Music Awards
| Edição | Ano  | Destinatário          | Prêmio            | Resultado | Ref.   |
| ------ | ---- | --------------------- | ----------------- | --------- | ------ |
| 15º    | 2018 | BTS                   | Artista do Ano    | Venceu    | [ 23 ] |
| 15º    | 2018 | "DNA"                 | Música do Ano     | Indicado  | [ 23 ] |
| 15º    | 2018 | "DNA"                 | Melhor Música Pop | Indicado  | [ 23 ] |
| 15º    | 2018 | Love Yourself: Her    | Melhor Álbum Pop  | Indicado  | [ 23 ] |
| 16º    | 2019 | BTS                   | Artista do Ano    | Venceu    | [ 24 ] |
| 16º    | 2019 | "Fake Love"           | Música do Ano     | Venceu    | [ 24 ] |
| 16º    | 2019 | "Fake Love"           | Melhor Música Pop | Venceu    | [ 24 ] |
| 16º    | 2019 | "Idol"                | Música do Ano     | Indicado  | [ 24 ] |
| 16º    | 2019 | "Idol"                | Melhor Música Pop | Indicado  | [ 24 ] |
| 16º    | 2019 | Love Yourself: Answer | Álbum do Ano      | Indicado  | [ 24 ] |
| 16º    | 2019 | Love Yourself: Answer | Melhor Álbum Pop  | Indicado  | [ 24 ] |
| 17º    | 2020 | BTS                   | Artista do Ano    | Indicado  | [ 25 ] |
| 17º    | 2020 | "Boy with Luv"        | Música do Ano     | Indicado  | [ 25 ] |
| 17º    | 2020 | "Boy with Luv"        | Melhor Música Pop | Indicado  | [ 25 ] |

### Korea Popular Music Awards
| Edição | Ano  | Destinatário          | Prêmio                 | Resultado | Ref.   |
| ------ | ---- | --------------------- | ---------------------- | --------- | ------ |
| 1º     | 2018 | BTS                   | Melhor Artista         | Indicado  | [ 26 ] |
| 1º     | 2018 | BTS                   | Prêmio Bonsang         | Venceu    | [ 26 ] |
| 1º     | 2018 | BTS                   | Prêmio de Popularidade | Indicado  | [ 26 ] |
| 1º     | 2018 | "Idol"                | Melhor Música Digital  | Indicado  | [ 26 ] |
| 1º     | 2018 | Love Yourself: Answer | Melhor Álbum           | Venceu    | [ 26 ] |

### Melon Music Awards
| Edição | Ano  | Destinatário                                     | Prêmio                    | Resultado | Ref.   |
| ------ | ---- | ------------------------------------------------ | ------------------------- | --------- | ------ |
| 5th    | 2013 | BTS                                              | New Artist of the Year    | Venceu    | [ 27 ] |
| 7th    | 2015 | BTS                                              | Top 10 Artists            | Indicado  | [ 28 ] |
| 7th    | 2015 | "I Need U"                                       | Best Male Dance           | Venceu    | [ 29 ] |
| 8th    | 2016 | The Most Beautiful Moment in Life: Young Forever | Album of the Year         | Venceu    | [ 30 ] |
| 8th    | 2016 | BTS                                              |                           |           | [ 30 ] |
| 8th    | 2016 | Top 10 Artists                                   | Venceu                    |           | [ 30 ] |
| 8th    | 2016 | Netizen Popularity Award                         | Indicado                  |           | [ 30 ] |
| 8th    | 2016 | Kakao Hot Star                                   | Indicado                  |           | [ 30 ] |
| 8th    | 2016 | "Fire"                                           | Best Dance – Male         | Indicado  | [ 30 ] |
| 9th    | 2017 | BTS                                              | Top 10 Artists            | Venceu    | [ 31 ] |
| 9th    | 2017 | BTS                                              | Kakao Hot Star Award      | Indicado  | [ 31 ] |
| 9th    | 2017 | BTS                                              | Netizen Popularity Award  | Indicado  | [ 31 ] |
| 9th    | 2017 | BTS                                              | Artist of the Year        | Indicado  | [ 31 ] |
| 9th    | 2017 | BTS                                              | Global Artist             | Venceu    | [ 31 ] |
| 9th    | 2017 | You Never Walk Alone                             | Album of the Year         | Indicado  | [ 31 ] |
| 9th    | 2017 | "Spring Day"                                     | Song of the Year          | Venceu    | [ 31 ] |
| 9th    | 2017 | "DNA"                                            | Best Dance                | Indicado  | [ 31 ] |
| 9th    | 2017 | "DNA"                                            | Music Video Award         | Venceu    | [ 31 ] |
| 10th   | 2018 | BTS                                              | Top 10 Artists            | Venceu    | [ 32 ] |
| 10th   | 2018 | BTS                                              | Netizen Popularity Award  | Venceu    | [ 32 ] |
| 10th   | 2018 | BTS                                              | Kakao Hot Star Award      | Venceu    | [ 32 ] |
| 10th   | 2018 | BTS                                              | Global Artist             | Venceu    | [ 32 ] |
| 10th   | 2018 | BTS                                              | Artist of the Year        | Venceu    | [ 32 ] |
| 10th   | 2018 | Love Yourself: Tear                              | Album of the Year         | Venceu    | [ 32 ] |
| 10th   | 2018 | "Fake Love"                                      | Song of the Year          | Indicado  | [ 32 ] |
| 10th   | 2018 | "Fake Love"                                      | Best Rap/Hip Pop          | Venceu    | [ 32 ] |
| 11th   | 2019 | Map of the Soul: Persona                         | Album of the Year         | Venceu    | [ 33 ] |
| 11th   | 2019 | BTS                                              | Artist of the Year        | Venceu    | [ 33 ] |
| 11th   | 2019 | Boy with Luv                                     | Best Dance – Male         | Venceu    | [ 33 ] |
| 11th   | 2019 | BTS                                              | Kakao Hot Star Award      | Venceu    | [ 33 ] |
| 11th   | 2019 | BTS                                              | Netizen's Favorite Artist | Venceu    | [ 33 ] |
| 11th   | 2019 | BTS                                              | Record of the Year        | Venceu    | [ 33 ] |
| 11th   | 2019 | Boy with Luv                                     | Song of the Year          | Indicado  | [ 33 ] |
| 11th   | 2019 | BTS                                              | Top 10 Artists            | Venceu    | [ 33 ] |

#### Melon Popularity Award
| Ano  | Destinatário          | Data                                      | Ref.   |
| ---- | --------------------- | ----------------------------------------- | ------ |
| 2015 | "Run"                 | Weekly Popularity Award (7 de Dezembro)   | [ 34 ] |
| 2016 | "Blood Sweat & Tears" | Weekly Popularity Award (17 de Outubro)   | [ 34 ] |
| 2016 | "Blood Sweat & Tears" | Weekly Popularity Award (24 de Outubro)   | [ 34 ] |
| 2017 | "Spring Day"          | Weekly Popularity Award (20 de Fevereiro) | [ 35 ] |
| 2017 | "DNA"                 | Weekly Popularity Award (2 de Outubro)    | [ 36 ] |
| 2017 | "DNA"                 | Weekly Popularity Award (9 de Outubro)    | [ 36 ] |
| 2017 | "DNA"                 | Weekly Popularity Award (16 de Outubro)   | [ 36 ] |
| 2017 | "DNA"                 | Weekly Popularity Award (23 de Outubro)   | [ 36 ] |
| 2017 | "DNA"                 | Weekly Popularity Award (30 de Outubro)   | [ 36 ] |
| 2018 | "Fake Love"           | Weekly Popularity Award (28 de Maio)      | [ 37 ] |
| 2018 | "Fake Love"           | Weekly Popularity Award (4 de Junho)      | [ 37 ] |
| 2018 | "Fake Love"           | Weekly Popularity Award (11 de Junho)     | [ 37 ] |
| 2018 | "Fake Love"           | Weekly Popularity Award (18 de Junho)     | [ 37 ] |
| 2018 | "Fake Love"           | Weekly Popularity Award (25 de Junho)     | [ 37 ] |
| 2018 | "Idol"                | Weekly Popularity Award (September 3)     | [ 37 ] |
| 2018 | "Idol"                | Weekly Popularity Award (10 de Setembro)  | [ 37 ] |
| 2018 | "Idol"                | Weekly Popularity Award (17 de Setembro)  | [ 37 ] |
| 2018 | "Idol"                | Weekly Popularity Award (24 de Setembro)  | [ 37 ] |
| 2018 | "Idol"                | Weekly Popularity Award (1 de Outubro)    | [ 37 ] |
| 2018 | "I'm Fine"            | Weekly Popularity Award (October 8)       | [ 37 ] |

### MBC Plus X Genie Music Awards
| Edição | Ano  | Destinatário          | Prêmio                             | Resultado | Ref.          |
| ------ | ---- | --------------------- | ---------------------------------- | --------- | ------------- |
| 1st    | 2018 | BTS                   | Artist of the Year                 | Venceu    | [ 38 ] [ 39 ] |
| 1st    | 2018 | "Fake Love"           | Song of the Year                   | Indicado  | [ 38 ] [ 39 ] |
| 1st    | 2018 | "Idol"                | Song of the Year                   | Indicado  | [ 38 ] [ 39 ] |
| 1st    | 2018 | BTS                   | Best Selling Artist of the Year    | Indicado  | [ 38 ] [ 39 ] |
| 1st    | 2018 | Love Yourself: Answer | Digital Album of the Year          | Venceu    | [ 38 ] [ 39 ] |
| 1st    | 2018 | "[Idol"               | Dance Track (Male)                 | Venceu    | [ 38 ] [ 39 ] |
| 1st    | 2018 | "[Idol"               | Best Music Video                   | Venceu    | [ 38 ] [ 39 ] |
| 1st    | 2018 | "Fake Love"           | Rap/Hip Hop Music Award            | Indicado  | [ 38 ] [ 39 ] |
| 1st    | 2018 | BTS                   | Male Group Award                   | Venceu    | [ 38 ] [ 39 ] |
| 1st    | 2018 | BTS                   | Genie Music Popularity Award       | Venceu    | [ 38 ] [ 39 ] |
| 1st    | 2018 | BTS                   | Idol Champ Global Popularity Award | Venceu    | [ 38 ] [ 39 ] |
| 1st    | 2018 | BTS                   | Best Style                         | Venceu    | [ 38 ] [ 39 ] |
| 1st    | 2018 | BTS                   | Best Fandom                        | Venceu    | [ 38 ] [ 39 ] |

### Mnet Asian Music Awards
| Edição | Ano  | Destinatário                              | Prêmio                              | Resultado | Ref.          |
| ------ | ---- | ----------------------------------------- | ----------------------------------- | --------- | ------------- |
| 15th   | 2013 | BTS                                       | Best New Male Artist                | Indicado  | [ 40 ]        |
| 16th   | 2014 | "Boy In Luv"                              | Best Dance Performance – Male Group | Indicado  | [ 41 ]        |
| 17th   | 2015 | BTS                                       | Best Male Group                     | Indicado  | [ 42 ] [ 43 ] |
| 17th   | 2015 | BTS                                       | Best World Performer                | Venceu    | [ 42 ] [ 43 ] |
| 17th   | 2015 | The Most Beautiful Moment In Life, Part 1 | Album of the Year                   | Indicado  | [ 42 ] [ 43 ] |
| 18th   | 2016 | Wings                                     | Album of the Year                   | Indicado  | [ 44 ] [ 45 ] |
| 18th   | 2016 | "Blood Sweat & Tears"                     | Song of the Year                    | Indicado  | [ 44 ] [ 45 ] |
| 18th   | 2016 | "Blood Sweat & Tears"                     | Best Dance Performance – Male Group | Venceu    | [ 44 ] [ 45 ] |
| 18th   | 2016 | "Blood Sweat & Tears"                     | Best Music Video                    | Indicado  | [ 44 ] [ 45 ] |
| 18th   | 2016 | BTS                                       | Artist of the Year                  | Venceu    | [ 44 ] [ 45 ] |
| 18th   | 2016 | BTS                                       | Best Male Group                     | Indicado  | [ 44 ] [ 45 ] |
| 18th   | 2016 | BTS                                       | iQIYI Worldwide Favourite Artist    | Indicado  | [ 44 ] [ 45 ] |
| 19th   | 2017 | "DNA"                                     | Mwave Global Fans' Choice           | Indicado  | [ 46 ] [ 47 ] |
| 19th   | 2017 | "DNA"                                     | Best Dance Performance – Male Group | Indicado  | [ 46 ] [ 47 ] |
| 19th   | 2017 | "DNA"                                     | Qoo10 Song of the Year              | Indicado  | [ 46 ] [ 47 ] |
| 19th   | 2017 | "Spring Day"                              | Best Music Video                    | Venceu    | [ 46 ] [ 47 ] |
| 19th   | 2017 | BTS                                       | Best Male Group                     | Indicado  | [ 46 ] [ 47 ] |
| 19th   | 2017 | BTS                                       | Qoo10 Artist of the Year            | Venceu    | [ 46 ] [ 47 ] |
| 19th   | 2017 | BTS                                       | Favorite KPOP Star                  | Indicado  | [ 46 ] [ 47 ] |
| 19th   | 2017 | BTS                                       | Best Asian Style in Hong Kong       | Venceu    | [ 46 ] [ 47 ] |
| 19th   | 2017 | Love Yourself: Her                        | Qoo10 Album of the Year             | Indicado  | [ 46 ] [ 47 ] |
| 20th   | 2018 | "Fake Love"                               | Mwave Global Fan Choice             | Venceu    | [ 48 ]        |
| 20th   | 2018 | "Fake Love"                               | Best Dance Performance – Male Group | Indicado  | [ 48 ]        |
| 20th   | 2018 | "Fake Love"                               | Song of the Year                    | Indicado  | [ 48 ]        |
| 20th   | 2018 | "Idol"                                    | TikTok Best Music Video             | Venceu    | [ 48 ]        |
| 20th   | 2018 | "Idol"                                    | Favorite Music Video                | Venceu    | [ 48 ]        |
| 20th   | 2018 | BTS                                       | Best Male Group                     | Indicado  | [ 48 ]        |
| 20th   | 2018 | BTS                                       | Artist of the Year                  | Venceu    | [ 48 ]        |
| 20th   | 2018 | BTS                                       | Worldwide Icon of the Year          | Venceu    | [ 48 ]        |
| 20th   | 2018 | BTS                                       | Global Top 10 Fan's Choice          | Venceu    | [ 48 ]        |
| 20th   | 2018 | BTS                                       | Favorite Dance Artist (Male)        | Venceu    | [ 48 ]        |
| 20th   | 2018 | BTS                                       | Best Asian Style                    | Venceu    | [ 48 ]        |
| 20th   | 2018 | Love Yourself: Tear                       | Album of the Year                   | Venceu    | [ 48 ]        |
| 21st   | 2019 | BTS                                       | Artist of the Year                  | Venceu    |               |
| 21st   | 2019 | “Boy With Luv”                            | Song of the Year                    | Venceu    |               |
| 21st   | 2019 | “Boy With Luv”                            | Best Music Video                    | Venceu    |               |
| 21st   | 2019 | Map of the Soul: Persona                  | Álbum of the Year                   | Venceu    |               |

### Seoul Music Awards
| Edição | Ano  | Destintário           | Prêmio                            | Resultado | Ref.                 |
| ------ | ---- | --------------------- | --------------------------------- | --------- | -------------------- |
| 23rd   | 2014 | BTS                   | New Artist Award                  | Venceu    | [ 49 ]               |
| 24th   | 2015 | BTS                   | Bonsang Award                     | Venceu    | [ 50 ]               |
| 24th   | 2015 | BTS                   | Popularity Award                  | Indicado  | [ 51 ]               |
| 24th   | 2015 | BTS                   | Hallyu Special Award              | Indicado  | [ 51 ]               |
| 25th   | 2016 | BTS                   | Bonsang Award                     | Venceu    | [ 52 ]               |
| 25th   | 2016 | BTS                   | Popularity Award                  | Indicado  | [ 52 ]               |
| 25th   | 2016 | BTS                   | Hallyu Special Award              | Indicado  | [ 52 ]               |
| 26th   | 2017 | BTS                   | Bonsang Award                     | Venceu    | [ 53 ]               |
| 26th   | 2017 | BTS                   | Best Male Dance Performance Award | Venceu    | [ 53 ]               |
| 26th   | 2017 | BTS                   | Daesang Award                     | Indicado  | [ 53 ]               |
| 26th   | 2017 | BTS                   | Popularity Award                  | Indicado  | [ 53 ]               |
| 26th   | 2017 | Wings                 | Record of the Year (Album)        | Venceu    | [ 53 ]               |
| 26th   | 2017 | "Blood Sweat & Tears" | Best Music Video Award            | Venceu    | [ 53 ]               |
| 27th   | 2018 | BTS                   | Popularity Award                  | Indicado  | [ 54 ] [ 55 ] [ 56 ] |
| 27th   | 2018 | BTS                   | Hallyu Special Award              | Indicado  | [ 54 ] [ 55 ] [ 56 ] |
| 27th   | 2018 | BTS                   | Bonsang Award                     | Venceu    | [ 54 ] [ 55 ] [ 56 ] |
| 27th   | 2018 | BTS                   | Daesang Award                     | Venceu    | [ 54 ] [ 55 ] [ 56 ] |
| 28th   | 2019 | BTS                   | Popularity Award                  | Pendente  | [ 57 ]               |
| 28th   | 2019 | BTS                   | Hallyu Special Award              | Pendente  | [ 57 ]               |
| 28th   | 2019 | BTS                   | Bonsang Award                     | Pendente  | [ 57 ]               |

### Soribada Best K-Music Awards
| Edição | Ano  | Destinatário | Prêmio                    | Resultado | Ref.   |
| ------ | ---- | ------------ | ------------------------- | --------- | ------ |
| 1st    | 2017 | BTS          | Hallyu Star               | Venceu    | [ 58 ] |
| 1st    | 2017 | BTS          | Bonsang Award             | Indicado  | [ 58 ] |
| 2nd    | 2018 | BTS          | Bonsang Award             | Venceu    | [ 59 ] |
| 2nd    | 2018 | BTS          | Popularity Award (Male)   | Indicado  | [ 59 ] |
| 2nd    | 2018 | BTS          | Global Fandom Award       | Indicado  | [ 59 ] |
| 2nd    | 2018 | BTS          | World Social Artist Award | Venceu    | [ 59 ] |
| 2nd    | 2018 | BTS          | Daesang Award             | Venceu    | [ 59 ] |

## Internacional

### American Music Awards
| Edição | Ano  | Destinatário | Prêmio                         | Resultado | Ref.   |
| ------ | ---- | ------------ | ------------------------------ | --------- | ------ |
| 46th   | 2018 | BTS          | Favorite Social Artist         | Venceu    | [ 60 ] |
| 47th   | 2019 | BTS          | Favorite Social Artist         | Venceu    | [ 61 ] |
| 47th   | 2019 | BTS          | Favorite Duo or Group Pop/Rock | Venceu    | [ 61 ] |
| 47th   | 2019 | BTS          | Tour of the Year               | Venceu    | [ 61 ] |

### Billboard Music Awards
| Edição | Ano  | Destinatário | Prêmio            | Resultado | Ref.   |
| ------ | ---- | ------------ | ----------------- | --------- | ------ |
| 25th   | 2017 | BTS          | Top Social Artist | Venceu    | [ 62 ] |
| 26th   | 2018 | BTS          | Top Social Artist | Venceu    | [ 63 ] |
| 27th   | 2019 | BTS          | Top Social Artist | Venceu    | [ 64 ] |
| 27th   | 2019 | BTS          | Top Duo/ Group    | Venceu    | [ 65 ] |
| 28th   | 2020 | BTS          | Top Social Artist | Venceu    | [ 66 ] |
| 28th   | 2020 | BTS          | Top Duo/ Group    | Venceu    | [ 67 ] |

### BraVo Music Awards
| Edição | Ano  | Destinatário | Prêmio            | Resultado | Ref.   |
| ------ | ---- | ------------ | ----------------- | --------- | ------ |
| -      | 2019 | BTS          | Group of the Year | Venceu    | [ 68 ] |

### Bravo Otto
Bravo Otto é uma cerimônia de premiação alemão que homenageia a excelência de artistas no cinema, na televisão e na música. Fundado em 1957, o prêmio é concedido anualmente, com vencedores selecionados pelos leitores da revista Bravo.
| Edição | Ano  | Destinatário | Prêmio         | Resultado | Ref.   |
| ------ | ---- | ------------ | -------------- | --------- | ------ |
| -      | 2019 | BTS          | Best Group/Duo | Ouro      | [ 69 ] |
| -      | 2020 | BTS          | Best Group/Duo | Indicado  | [ 70 ] |

### BBC Radio1 Teen Awards
| Edição | Ano  | Destinatário | Prêmio                   | Resultado | Ref.   |
| ------ | ---- | ------------ | ------------------------ | --------- | ------ |
| 11th   | 2018 | BTS          | Best International Group | Venceu    | [ 71 ] |
| 11th   | 2018 | BTS          | Social Media Star        | Venceu    | [ 71 ] |

### E! People's Choice Awards
| Edição | Ano  | Destinatário | Prêmio                       | Resultado | Ref.   |
| ------ | ---- | ------------ | ---------------------------- | --------- | ------ |
| 44th   | 2018 | BTS          | Group of the Year            | Venceu    | [ 72 ] |
| 44th   | 2018 | BTS          | Social Celebrity of the Year | Venceu    | [ 72 ] |
| 44th   | 2018 | "Idol"       | Song of the Year             | Venceu    | [ 72 ] |
| 44th   | 2018 | "Idol"       | Music Video of the Year      | Venceu    | [ 72 ] |

### iHeart Radio Awards

#### iHeartRadio MMVAs
| Edição | Ano  | Destinatário | Prêmio                | Resultado | Ref.   |
| ------ | ---- | ------------ | --------------------- | --------- | ------ |
| 29th   | 2018 | BTS          | Fan Fave Duo or Group | Venceu    | [ 73 ] |

#### iHeartRadio Music Awards
| Edição | Ano  | Destinatário | Prêmio        | Resultado | Ref.   |
| ------ | ---- | ------------ | ------------- | --------- | ------ |
| 5th    | 2018 | BTS          | Best Fan Army | Venceu    | [ 74 ] |
| 5th    | 2018 | BTS          | Best Boy Band | Venceu    | [ 74 ] |

### Japan Gold Disc Award
| Edição | Ano  | Destinatário | Prêmio                        | Resultado | Ref.   |
| ------ | ---- | ------------ | ----------------------------- | --------- | ------ |
| 29th   | 2015 | BTS          | New Artist of the Year (Ásia) | Venceu    | [ 75 ] |
| 29th   | 2015 | BTS          | Best 3 New Artists (Ásia)     | Venceu    | [ 75 ] |
| 31st   | 2017 | Youth        | Best 3 Albums (Ásia)          | Venceu    | [ 76 ] |

### Kazz Awards
O Kazz Awards é uma premiação anual da Tailândia, apresentada pela revista Kazz.
| Edição | Ano  | Destinatário                                                 | Prêmio                                            | Resultado | Ref.   |
| ------ | ---- | ------------------------------------------------------------ | ------------------------------------------------- | --------- | ------ |
| 11th   | 2017 | 2016 BTS LIVE 花樣年華 on stage:epilogue>in Bangkok          | The Best Asian Concert and Fan Meeting Award 2017 | Indicado  | [ 77 ] |
| 12th   | 2018 | 2017 BTS Live Trilogy Episode III: The Wings Tour in Bangkok | The Best Asian Concert Award 2018                 | Indicado  | [ 78 ] |

### MTV Awards

#### MTV Europe Music Awards
| Edição | Ano  | Destinatário | Prêmio                   | Resultado | Ref.   |
| ------ | ---- | ------------ | ------------------------ | --------- | ------ |
| 21st   | 2014 | BTS          | Best Korean Act          | Indicado  | [ 79 ] |
| 22nd   | 2015 | BTS          | Best Korean Act          | Venceu    | [ 80 ] |
| 22nd   | 2015 | BTS          | Best Worldwide Act: Asia | Indicado  | [ 80 ] |
| 25th   | 2018 | BTS          | Biggest Fans             | Venceu    | [ 81 ] |
| 25th   | 2018 | BTS          | Best Group               | Venceu    | [ 81 ] |
| 26th   | 2019 | BTS          | Best Live                | Venceu    |        |
| 26th   | 2019 | BTS          | Biggest Fans             | Venceu    |        |
| 26th   | 2019 | BTS          | Best Group               | Venceu    |        |

#### MTV Millennial Awards
O MTV Millennial Awards (comumente abreviado como MIAW) é um programa anual de prêmios de música latino-americana, apresentado pelo canal a cabo MTV Latin America para homenagear o melhor da música latina e o mundo digital da geração do milênio. Os prêmios são a versão latina do MTV Video Music Awards. A cerimônia é realizada na Cidade do México desde sua primeira edição em 16 de julho de 2013.
| Edição | Ano  | Destinatário | Prêmio             | Resultado | Ref.   |
| ------ | ---- | ------------ | ------------------ | --------- | ------ |
| 6th    | 2018 | BTS          | Kpop Revolution    | Venceu    | [ 82 ] |
| 6th    | 2018 | BTS          | Fandom of the Year | Venceu    | [ 82 ] |

#### MTV Millennial Awards Brasil
Criado pela MTV (Brasil), esta é a versão brasileira do MTV Millennial Awards, também conhecido como MTV MIAW, uma cerimônia de premiação mexicana realizada pela primeira vez em 2013.
| Edição | Ano  | Destinatário              | Prêmio              | Resultado | Ref.          |
| ------ | ---- | ------------------------- | ------------------- | --------- | ------------- |
| 1st    | 2018 | BTS                       | Kpop Explosion      | Venceu    | [ 83 ]        |
| 1st    | 2018 | BTS                       | Fandom of the Year  | Venceu    | [ 83 ]        |
| 5st    | 2022 | My Universe (c/ Coldplay) | Hit Global          | Venceu    | [ 84 ] [ 85 ] |
| 5st    | 2022 | Army (BTS)                | Fandom Real Oficial | Indicado  | [ 84 ] [ 85 ] |

#### MTV Video Music Awards Japan
| Edição | Ano  | Destinatário | Prêmio                           | Resultado | Ref.   |
| ------ | ---- | ------------ | -------------------------------- | --------- | ------ |
| 17th   | 2018 | "Fake Love"  | Best Group Video - International | Venceu    | [ 86 ] |

### Nickelodeon Kids' Choice Awards
Os Nickelodeon Kids 'Choice Awards são premiações anuais lançadas pela Nickelodeon em vários países.

#### Nickelodeon Argentina Kids' Choice Awards
| Edição | Ano  | Destinatário | Prêmio                                 | Resultado | Ref.   |
| ------ | ---- | ------------ | -------------------------------------- | --------- | ------ |
| 7th    | 2017 | BTS          | Favorite International Artist or Group | Indicado  | [ 87 ] |
| 7th    | 2017 | BTS          | Best Fandom                            | Indicado  | [ 87 ] |
| 8th    | 2018 | BTS          | Best Fandom                            | Venceu    | [ 88 ] |
| 8th    | 2018 | BTS          | Favorite International Artist or Group | Venceu    | [ 88 ] |

#### Nickelodeon Brazil Kids' Choice Awards
| Edição | Ano  | Destinatário                                      | Prêmio                                   | Resultado | Ref.   |
| ------ | ---- | ------------------------------------------------- | ---------------------------------------- | --------- | ------ |
| 18th   | 2017 | 2017 BTS Live Trilogy Episode III: The Wings Tour | International Show of the Year in Brazil | Venceu    | [ 89 ] |
| 19th   | 2018 | BTS                                               | Best Fandom                              | Venceu    | [ 90 ] |

#### Nickelodeon Colombia Kids' Choice Awards
| Edição | Ano  | Destinatário | Prêmio      | Resultado | Ref.   |
| ------ | ---- | ------------ | ----------- | --------- | ------ |
| 4th    | 2017 | BTS          | Best Fandom | Indicado  | [ 91 ] |

#### Nickelodeon Mexico Kids' Choice Awards
| Edição | Ano  | Destinatário | Prêmio                                 | Resultado | Ref.   |
| ------ | ---- | ------------ | -------------------------------------- | --------- | ------ |
| 8th    | 2017 | BTS          | Favorite International Artist or Group | Venceu    | [ 92 ] |
| 8th    | 2017 | BTS          | Best Fandom                            | Indicado  | [ 92 ] |
| 9th    | 2018 | BTS          | Best Fandom                            | Venceu    | [ 93 ] |

#### Nickelodeon USA Kids' Choice Awards
| Edição | Ano  | Destinatário | Prêmio                     | Resultado | Ref.   |
| ------ | ---- | ------------ | -------------------------- | --------- | ------ |
| 31st   | 2018 | BTS          | Favorite Global Music Star | Venceu    | [ 94 ] |
| -      | 2020 | BTS          | Favorite Group             | Venceu    | -      |

### Radio Disney Music Awards
O Radio Disney Music Awards (RDMA) é uma premiação anual operada e regida pela Radio Disney, uma rede de rádio americana. Começando em 2001, foi transmitido apenas pela Radio Disney, mas começou a ser televisionado no Disney Channel desde 2014.
| Edição | Ano  | Destinatário       | Prêmio                         | Resultado | Ref.   |
| ------ | ---- | ------------------ | ------------------------------ | --------- | ------ |
| 13th   | 2018 | BTS                | Best Duo/Group                 | Venceu    | [ 95 ] |
| 13th   | 2018 | BTS                | Fiercest Fans                  | Venceu    | [ 95 ] |
| 13th   | 2018 | "DNA"              | Best Song That Makes You Smile | Venceu    | [ 95 ] |
| 13th   | 2018 | "MIC Drop (Remix)" | Best Dance Track               | Venceu    | [ 95 ] |

### Shorty Awards
| Edição | Ano  | Destinatário | Prêmio        | Resultado | Ref.   |
| ------ | ---- | ------------ | ------------- | --------- | ------ |
| 9th    | 2017 | BTS          | Best in Music | Venceu    | [ 96 ] |

### Teen Choice Awards
| Edição | Ano  | Destinatário                             | Prêmio                      | Resultado | Ref.   |
| ------ | ---- | ---------------------------------------- | --------------------------- | --------- | ------ |
| 19th   | 2017 | BTS                                      | Choice International Artist | Venceu    | [ 97 ] |
| 20th   | 2018 | BTS                                      | Choice International Artist | Venceu    | [ 98 ] |
| 20th   | 2018 | BTS                                      | Choice Fandom               | Venceu    | [ 98 ] |
| 21th   | 2019 | "Boy with Luv"                           | Choice Collaboration        | Venceu    | [ 99 ] |
| 21th   | 2019 | BTS                                      | Choice Fandom               | Venceu    | [ 99 ] |
| 21th   | 2019 | BTS                                      | Choice International Artist | Venceu    | [ 99 ] |
| 21th   | 2019 | Love Yourself: Speak Yourself World Tour | Choice Summer Tour          | Venceu    | [ 99 ] |

### The Asian Awards
| Edição | Ano  | Destinatário | Prêmio                           | Resultado | Ref.    |
| ------ | ---- | ------------ | -------------------------------- | --------- | ------- |
| 8th    | 2018 | BTS          | Outstanding Achievement in Music | Venceu    | [ 100 ] |

### The Hall Of Stars Awards
| Edição | Ano  | Destinatário | Prêmio                | Resultado | Ref.    |
| ------ | ---- | ------------ | --------------------- | --------- | ------- |
| 1st    | 2018 | BTS          | Best Fandom (Espanha) | Venceu    | [ 101 ] |
| 1st    | 2018 | BTS          | Best Fandom (Mundial) | Venceu    | [ 101 ] |

### Yinyuetai
| Edição | Ano  | Destinatário | Prêmio                       | Resultado | Ref.    |
| ------ | ---- | ------------ | ---------------------------- | --------- | ------- |
| 2nd    | 2014 | BTS          | Rookie Award                 | Venceu    | [ 102 ] |
| 5th    | 2017 | BTS          | Best Stage Performance Award | Venceu    | [ 103 ] |

## Outros prêmios
| Edição                                           | Ano  | Destinatário                    | Prêmio                                     | Resultado | Ref.    |
| ------------------------------------------------ | ---- | ------------------------------- | ------------------------------------------ | --------- | ------- |
| SBS MTV Best of the Best                         |      |                                 |                                            |           |         |
| 3rd                                              | 2013 | BTS                             | Rookie of the Year                         | Indicado  | [ 104 ] |
| 4th                                              | 2014 | "Danger"                        | Best Music Video (masculino)               | Indicado  | [ 105 ] |
| Mp3 Music Awards                                 |      |                                 |                                            |           |         |
| 8th                                              | 2014 | "Boy In Luv"                    | The BAM Award-Best Asian Music             | Indicado  | [ 106 ] |
| Arirang TV Pops in Seoul Awards                  |      |                                 |                                            |           |         |
| —                                                | 2014 | BTS                             | Rising Star Award                          | Venceu    | [ 107 ] |
| Arirang TV Simply K-Pop Awards                   |      |                                 |                                            |           |         |
| —                                                | 2015 | BTS                             | Best Performance Boy Group                 | Venceu    | [ 108 ] |
| MBC Music Show Champion Awards                   |      |                                 |                                            |           |         |
| —                                                | 2015 | BTS – "Run"                     | Best Performance Male Group                | Venceu    | [ 109 ] |
| Cable TV Broadcast Awards                        |      |                                 |                                            |           |         |
| 9th                                              | 2015 | BTS                             | Hallyu Star Popularity Award               | Venceu    | [ 110 ] |
| CJ E&M America Awards                            |      |                                 |                                            |           |         |
| —                                                | 2016 | BTS                             | Best Male Idol                             | Venceu    | [ 111 ] |
| KBS MV Bank MV Best 5                            |      |                                 |                                            |           |         |
| —                                                | 2016 | "FIRE"                          | Best Music Video Boy Group                 | Venceu    | [ 112 ] |
| —                                                | 2016 | "Blood Sweat & Tears"           | Best Music Video Boy Group                 | Indicado  | [ 112 ] |
| KBS World Radio                                  |      |                                 |                                            |           |         |
| —                                                | 2016 | BTS                             | Best Boy Group                             | Venceu    | [ 113 ] |
| —                                                | 2016 | "FIRE"                          | Best Song                                  | Venceu    | [ 113 ] |
| Busan One Asia Festival Awards                   |      |                                 |                                            |           |         |
| 2nd                                              | 2017 | BTS                             | Global Trend Star Award                    | Venceu    | [ 114 ] |
| Korean Consumer Forum's Brand of the Year Awards |      |                                 |                                            |           |         |
| 15th                                             | 2017 | BTS                             | Singer of the Year Award                   | Venceu    | [ 115 ] |
| iF Design Award                                  |      |                                 |                                            |           |         |
| —                                                | 2018 | BTS, Plus X (Parceiro criativo) | Brand Identity Award                       | Venceu    | [ 116 ] |
| A' Design Award and Competition                  |      |                                 |                                            |           |         |
| —                                                | 2018 | BTS, Plus X (Parceiro criativo) | Iron A' Design Award                       | Venceu    | [ 117 ] |
| YouTube Awards                                   |      |                                 |                                            |           |         |
| —                                                | 2018 | BTS                             | Diamond Play Button                        | Venceu    | [ 118 ] |
| Korea Green Foundation                           |      |                                 |                                            |           |         |
| —                                                | 2018 | BTS                             | People Who Made The World Brighter in 2018 | Venceu    | [ 119 ] |
| Hanteo Awards                                    |      |                                 |                                            |           |         |
| 8th                                              | 2016 | Wings                           | Album Award                                | Venceu    | [ 120 ] |
| 9th                                              | 2017 | BTS                             | Singer Award                               | Venceu    | [ 121 ] |
| 9th                                              | 2017 | Love Yourself 承 'Her'          | Album Award                                | Venceu    | [ 122 ] |
| Global V LIVE Awards                             |      |                                 |                                            |           |         |
| —                                                | 2017 | BTS                             | Global Artist Top 10                       | Venceu    | [ 123 ] |
| —                                                | 2018 | BTS                             | Global Artist Top 10                       | Venceu    | [ 124 ] |
| —                                                | 2019 | BTS                             | Artist Top 10                              | Pendente  | [ 125 ] |
| —                                                | 2019 | BTS                             | Best Channel                               | Pendente  | [ 125 ] |
| —                                                | 2019 | BTS                             | Video of the Year                          | Pendente  | [ 125 ] |
| —                                                | 2019 | Run BTS!                        | Best V Original                            | Pendente  | [ 125 ] |
| Journalists Federation of Korea                  |      |                                 |                                            |           |         |
| 18th                                             | 2018 | BTS                             | Proud Korean Award                         | Venceu    | [ 126 ] |

## Honras de Estado

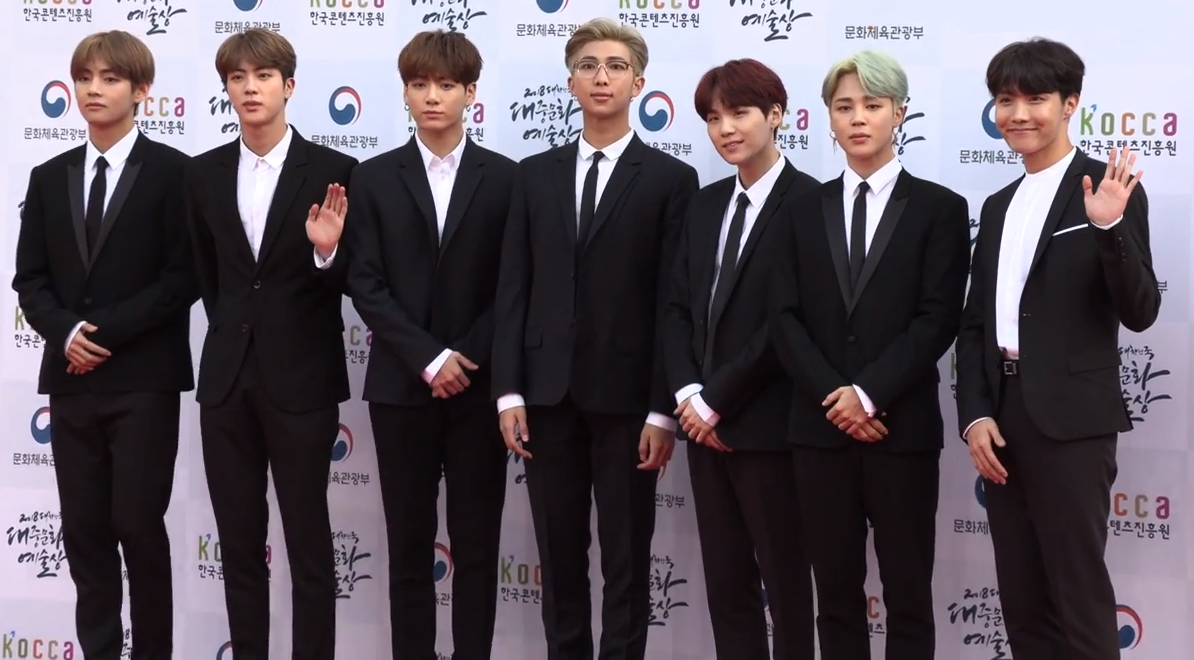
BTS no 9º Korean Popular Culture and Arts Awards, onde foram condecorados com a medalha da Ordem de Mérito Cultural Hwagwan. (24 de Outubro de 2018)

| País              | Ano  | Título da Honra                                          | Ref.    |
| ----------------- | ---- | -------------------------------------------------------- | ------- |
| Coréia do Sul     | 2016 | Condecoração do Ministério da Cultura, Esporte e Turismo | [ 127 ] |
| Coréia do Sul     | 2017 | Condecoração Presidencial                                | [ 128 ] |
| Coréia do Sul     | 2018 | Medalha da Ordem de Mérito Cultural Hwagwan              | [ 129 ] |
| Asia Society      | 2020 | Game Changer Award                                       | [ 130 ] |
| The Korea Society | 2020 | James A. Van Fleet Award                                 | [ 131 ] |

## Guinness World Records
O Guinness World Records homenageia os atos mais impressionantes do ano. O BTS estabeleceu cinco recordes.
| Ano  | Destinatário  | Prêmio                                                           | Ref.    |
| ---- | ------------- | ---------------------------------------------------------------- | ------- |
| 2017 | "DNA" do BTS  | Most viewed music video online in 24 hours by a K-pop group      | [ 132 ] |
| 2017 | BTS           | Most Twitter engagements (média de retweets)                     | [ 132 ] |
| 2018 | "Idol" do BTS | Most viewed YouTube music video in 24 hours                      | [ 133 ] |
| 2018 | BTS           | First Korean act to reach No.1 on the Billboard 200 albums chart | [ 133 ] |
| 2018 | BTS           | First Korean act to reach No.1 on the US Artist 100              | [ 133 ] |